# Beslenei
Els beslenei(en rus: Бесленеевцы, autodenominació: адыгэ, беслъэней, adigué, beslenei) són una subètnia dels adigué. Parlen un dialecte de l'idioma adigué, que correspon al grup abkhaso-adigué de les llengües caucàsiques nord-occidentals. El seu dialecte és proper al cabardí, encara que té diferències considerables en la pronunciació de les consonants (encara que no impossibilita la comprensió mútua)
Són musulmans sunnites.

## Història
Les primeres notícies sobre aquesta ètnia es troben en els annals dels segles xiv i xv. Vivien a les valls del Màlaia Labà, Bólxaia Labà, Urup, Jodz i Fars. Les seves ocupacions bàsiques eren l'agricultura, la ramaderia i l'horticultura. Fonts russes del segle xvi assenyalen la seva independència dels pobles kabardins. Entre els segles xvi i xviii van defensar les seves terres de les successives invasions de nogais, calmucs, tàtars de Crimea i turcs otomans. Davant el creixement d'aquests dos últims pobles, els cabdills adigué van enviar ambaixades a Moscou en els anys 1552, 1555 i 1557, vinculant la seva política a la de l'estat rus, que no podia assegurar la seva sobirania. En aquest context es troba detallat, en un document del segon quart del segle xvii, el tribut que els beslenei pagaven al Kanat de Crimea. Van establir relacions dinàstiques amb els Giray. A vegades van buscar l'ajuda russa per lliurar-se del jou crimeà i otomà, la qual cosa era castigat amb expedicions otomanes que feien que els adigué es veiessin cada vegada més circumscrits a la muntanya.
L'última incursió otomana es va donar en 1790, quan 30 000 soldats turcs a les ordres de Baltal Paixà van ser derrotats per l'exèrcit rus aliat amb els pobles de les muntanyes en el curs superior del riu Kuban, prop de l'actual Txerkessk. Després d'aquesta victòria, els russos es van establir al llarg de la riba dreta del riu Kuban. Els beslenei van admetre entre els seus a molts refugiats d'altres tribus muntanyeses com els kabardins, que es resistien als russos. En la primera meitat del segle xix, van organitzar resistència davant la submissió russa.

## Aristocràcia
- Prínceps (Пщы) — Konokovo (Къанокъуэ), Sholojovy (Шолэхъу).
- Noblesa (Лъакъуэлъэш) — Anajokovy (Ӏэнэджыкъуэ), Bogupsovy (Богупс), Bekmurzovy (Бэчмырзэ), Dokshukovy (Дохъчокъуэ), Kurgokovy (Кургъокъуэ), Musurokov (Мысрыкъуэ), Sanashokov (Санэшъыкъуэ), Tazartukovy (Тхьэстокъуэ), Tlajodukovy (ЛӀыхъуэдыкъуэ), Tarkanovy (Тэркъан).

## Actualitat
Després de la Guerra del Caucas, els beslenei viuen a Rússia en cinc pobles: dos en el raion de Uspènskoye del krai de Krasnodar, Konokovo i Kurgokovski; dos en la república de Karatxai-Txerquèssia, Beslenei i Bako-Zhile; i un en la república d'Adiguèsia, Uliap.